# Червона вода (фільм)
Червона вода (англ. Red Water) — американський телевізійний фільм жахів 2003 року режисера Чарлза Роберта Карнера.

## Сюжет
Повільно тече вода невеличкої луізіанської річки. І цей спокій оманливий, адже у її глибинах причаїлася Тупорила акула. Це єдина акула, яка виживає у прісній воді, що робить будь-яку зустріч із нею смертельно. У той самий час гангстери розшукують велику суму грошей, які заховані на дні річки.